# Бенгтсфорш (община)
Община Бенгтсфорш (на шведски: Bengtsfors kommun) е разположена в лен Вестра Йоталанд, югозападна Швеция с обща площ 1066 km2 и население 9550 души (към 31 декември 2013). Административен център на община Бенгтсфорш е едноименния град Бенгтсфорш.